# Lambeosaurus
Lambeosaurus ("lagarto de Lambe") es un género con 2 especies válidas y posiblemente otra más dudosa conocidas de dinosaurios ornitisquios hadrosáuridos, que vivieron a finales del período Cretácico, hace aproximadamente 76 y 75 millones de años, en el Campaniense, en lo que hoy es Norteamérica. Este herbívoro que caminaba en posición cuadrúpeda, pero que podía erguirse en sus dos patas traseras es conocido por su cresta distintiva, en forma de hacha, cresta hueca. Varias especies posibles han sido nombradas a partir de restos de Alberta, Canadá, Montana, EE. UU., y Baja California, México, pero solamente las dos canadienses se reconocen como válidas.
Lambeosaurus fue tardíamente descrito en 1923 por William Parks, más de veinte años después de que el primer material fuera estudiado por Lawrence Lambe. El género ha tenido una complicada historia taxonómica, en parte por los pequeños dinosaurios con crestas hoy reconocidos como juveniles, pero que en su época se le dio su propio género o especie. Actualmente, varios cráneos asignados a la especie tipo  Lambeosaurus lambei se ven como ejemplos de diferencias de desarrollo y dimorfismo sexual. Lambeosaurus estaba estrechamente vinculado al más conocido Corythosaurus, que se encuentra en rocas levemente más antiguas, así como los géneros menos conocidos Hypacrosaurus y Olorotitan. Todos tenían crestas inusuales, que ahora se asumen generalmente para tener funciones sociales como exhibición y reconocimiento.

## Descripción

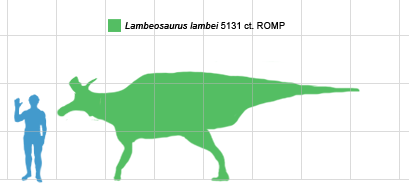
Comparación de tamaño entre L. lambei y un humano.

El Lambeosaurus más conocido, L. lambei, era muy similar al más famoso Corythosaurus en todo menos en la forma del adorno principal de la cabeza. Comparado a Corythosaurus, la cresta de Lambeosaurus estaba más hacia adelante formada por una porción cuadrada mayor apuntando hacia adelante, y una pequeña espina hacia atrás, y los pasos nasales huecos dentro estaban en el frente de la cresta y apilados verticalmente. Se supone que los diferentes tamaños y formas de este órgano dependían de la edad y el sexo, con los más jóvenes careciendo de él. Su cavidad nasal se extendía por dentro de esta cresta mayormente hueca. Se cree que esto pudo haber mejorado el sentido del olfato, o creado un fuerte balido. También puede ser distinguido de Corythosaurus por la falta del proceso nasal bifurcado formando parte de los lados de la cresta, que es la única manera de diferenciar a los jóvenes de los dos géneros, las crestas adquirieron sus formas distintivas mientras que los animales envejecieron.

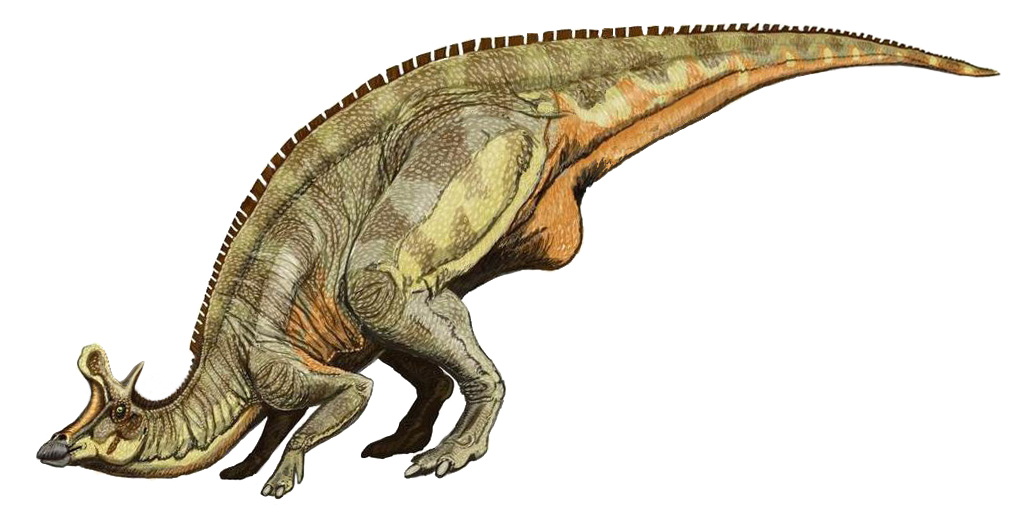
Representación de un Lambeosaurus lambei agachado.

En conformación, Lambeosaurus es similar a cualquier otro hadrosáurido, pudiéndose mover en dos o en cuatro patas, como lo muestran pisadas de animales relacionados. La cola estaba sostenida por tendones osificados que la mantenían rígida y prevenían que tocara el suelo. Las manos tenían cuatro dedos, faltándole el pulgar de la mano de básica de un tetrápodo, con el segundo tercer y cuarto dedo formando un casco, lo que sugiere que soportaba el peso del cuerpo cuando marchaba. El quinto dedo estaba libre para poder manipular objetos. Cada pie tenía solamente los tres dedos centrales.
La característica más distintiva, la cresta, era diferente en las dos especies mejor conocidas. En L. lambei, tenía forma de hacha cuando el animal estaba completamente crecido, siendo más corta y redondeada en ejemplares considerados hembras. La "hoja del hacha" se proyectaba hacia el frente entre los ojos, y el "mango" era un hueso sólido que salía hacia atrás en la nuca. La "hoja del hacha" tenía dos secciones, la porción superior tenía un hueso delgado, posiblemente sostén de una cresta carnosa que crecería en al llegar a su edad adulta y la porción inferior de la cresta estaba surcada por canales para el aire, continuación de los conductos nasales. En L. magnicristatus, el "mango" estaba muy reducido, y la "hoja" expandida, formando una pomposa cresta tipo Pompadour. Esta cresta esta dañada en los mejores especímenes, y solamente se conoce la mitad delantera. En la especie menos conocida L. paucidens actualmente la cresta no se conoce.
La especie canadiense de Lambeosaurus parece tener un tamaño similar al de Corythosaurus, alrededor de 9,5 metros de largo. Impresiones de escamas son conocidas en varios especímenes, los cuales son ahora asignados a L. lambei tenía una piel fina y uniforme, con escamas poligonales con una distribución en ninguna sin un orden particular en el cuello, torso, y cola. Un intercalado similar se ve en impresiones asignadas al cuello, brazo y pie en L. magnicristatus.
Por medio de sus huellas se ha descubierto que presentaban un comportamiento gregario. Se trataba de animales rápidos, lo que era probablemente su única defensa contra los carnívoros, junto con su gran tamaño.

## Descubrimiento e investigación

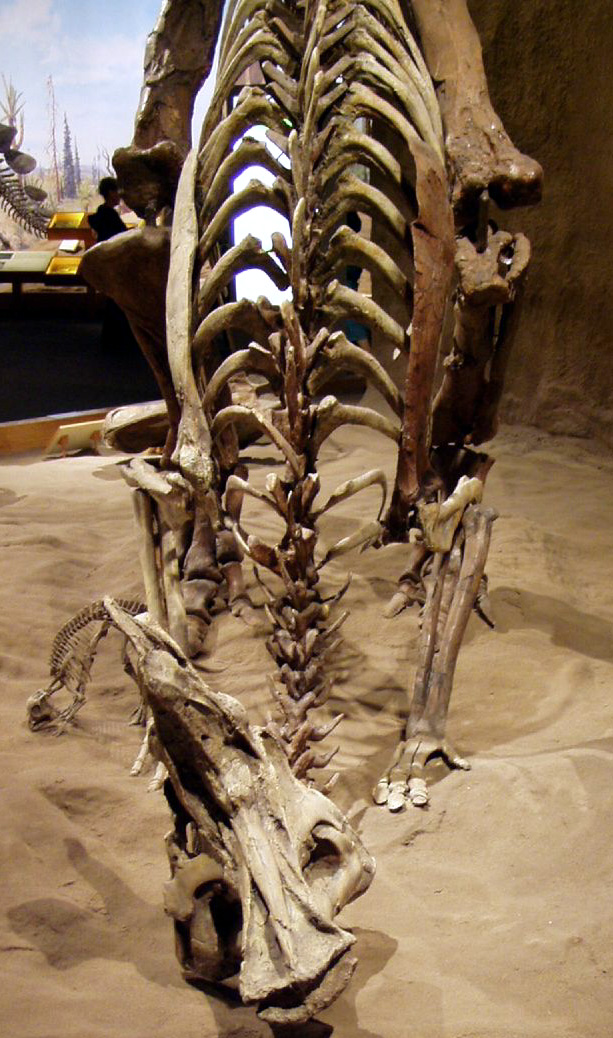
Vista de frente de un esqueleto montado de Lambeosaurus lambei en el Museo Tyrrell.

Lambeosaurus posee una complicada historia taxonómica, comenzando en 1902 cuando Lawrence Lambe nombró una nueva especie de hadrosáurido, originalmente GSC 419, de Alberta como Trachodon marginatus. Los paleontólogos comenzaron a encontrar mejores restos de hadrosáuridos de las mismas rocas en 1910, en lo que hoy se conoce como la Formación Dinosaur Park del Campaniano Tardío en el Cretácico Superior. Lambe asignó dos nuevos cráneos a T. marginatus y basado en nueva información, acuñó el género Stephanosaurus para la especie en 1914. Desafortunadamente, había muy poco para asociar los cráneos al material anterior escaso de T. marginatus, por eso en 1923 William Parks propone un nuevo género y especie para los cráneos, ambos, el nombre genérico y específico rindiéndole honores a Lambe, fallecido 4 años antes, de Lambeosaurus lambei colocando de espécimen tipo NMC 2869, originalmente GSC 2869.  En la misma publicación, esta especie se convirtió en el género tipo de la nueva subfamilia Lambeosaurinae , como reemplazo de la Stephanosaurinae preexistente.

### Didanodon,ProcheneosaurusyTetragonosaurus, "los cheneosaurios"
Aunque los primeros científicos en trabajar en Alberta no lo reconocieran en ese entonces, encontraron los restos de juveniles Lambeosaurus también. Estos fósiles de dinosaurios de pico de pato con cresta de cuerpo pequeño fueron interpretados como adultos de un linaje distinto de hadrosáuridos, la subfamilia Cheneosaurinae. El primero en ser nombrado fue Didanodon altidens, una mandíbula izquierda (GSC 1092) de la Formación Dinosaur Park descrito por Henry Fairfield Osborn en 1902. Siendo referido a Trachodon como T. altidens por Lambe, y el nombre Didanodon terminó rápidamente en la oscuridad no siendo mencionado en el influyente trabajo de Richard Swann Lull y Nelda Wright de 1942 sobre los hadrosáuridos norteamericanos.

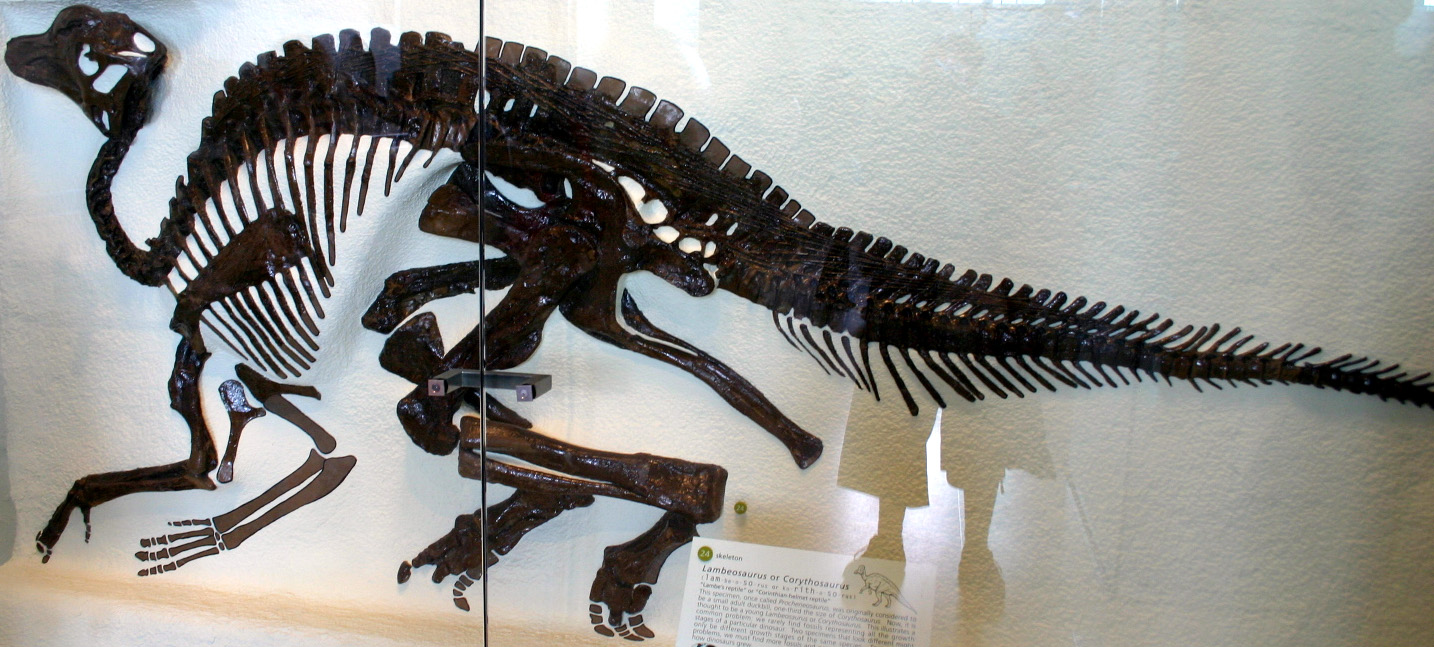
Procheneosaurus en el Museo Americano de Historia Natural, un posible Lambeosaurus o Corythosaurus

En 1920, William Diller Matthew usó el nombre Procheneosaurus, sin nombre de especie, en una captura para la fotografía de un esqueleto, catalogado AMNH 5340]], de la Formación Dinosaur Park. Parks creyó que el procedimiento y la descripción eran inadecuados para que el nombre sea considerado válido, y al tratar la situación, acuñó el género Tetragonosaurus. Dentro de este género él colocó la especie tipo T. praeceps, basándose en el espécimen ROM 3577 y una segunda especie T. erectofrons, ROM 3578, para los pequeños cráneos encontrados en la Formación Dinosaur Park, y asignó al esqueleto de Procheneosaurus de Matthew a T. praeceps. Charles M. Sternberg prosiguió en 1935 adicionando el ligeramente más grande T. cranibrevis, basado en el ahora llamadoNMC 8633, anteriormente GSC 8633. Lull solicitó que se suprimiera el nombre de Tetragonosaurus a favor de Procheneosaurus , que fue otorgado y el primero recibió la aprobación oficial de la ICZN como nombre conservado.  En 1942 junto a Wright transfirieron las especies de Tetragonosaurus y tentativamente también a Trachodon altidens, a Procheneosaurus, con P. praeceps sirviendo como especie tipo. Esto se siguió usando hasta 1975, cuando Peter Dodson mostrara que los cheneosaurios era realmente individuos juveniles de otros dinosaurios. Procheneosaurus praeceps y altidens son considerados sinónimos más modernos de Lambeosaurus lambei, aunque ambos precedan ese nombre.
El "Procheneosaurus" convence, del Cretácico tardío de Kazajistán, es conocido por un esqueleto casi completo al que le falta solo el hocico y el extremo de la cola. Fue nombrado por A. K. Rozhdestvensky en 1968. A veces se lo ha considerado sinónimo de Jaxartosaurus aralensis, o merecedor de su propio género.  Bell y Brink en 2013 hicieron "P". convence a la especie tipo del nuevo género Kazaklambia.

### Otros descubrimientos
Los Chenesaurios no son los únicos dinosaurios picos de patos crestados que fueron estudiados y nombrados a comienzo del siglo XX. Entonces era la práctica aceptada nombrar géneros y especies para lo que ahora se ve como más probablemente variación individual, variación debida a la edad o sexo, o distorsión de la fosilización. Tres especies más fueron nombradas durante este período que se relacionan con Lambeosaurus, todos en 1935. Sternberg, en el mismo trabajo del T. cranibrevis, nombró un cráneo y un esqueleto parcial hoy NMC-8705 anteriormente GSC 8705 como L. magnicristatum, corregido a L. magnicristatus y un cráneo más pequeño hoy NMC-8703 anteriormente GSC 8703,  L. clavinitialis, con una cresta menos prominente y una espina dorsal reducida en la espalda. Parks contribuyó con Corythosaurus frontalis, basado en el cráneo GSC 5853, hoy ROM 869, que se diferenció de la bien conocida alta, recta, cresta redondeada de otros especímenes de Corythosaurus teniendo una cresta baja proyectada hacia adelante.

### Consolidación del Género
No hubo descripción de nuevos especímenes desde comienzos de 1900. En 1964 John Ostrom notó que la antigua especie nombrada por Othniel Charles Marsh, Hadrosaurus paucidens, basado en USNM 5457, un maxilar parcial y un escamoso de la Formación Río Judith del Condado Fergus, Montana, era un espécimen de Lambeosaurus.
En 1975, Peter Dodson, examinando porqué había muchas especies y géneros de dinosaurios de pico de pato lambeosaurinídos dentro de un marco de tiempo geológico tan corto y en una pequeña área, publicó los resultados de un estudio morfométrico en el cual midió docenas de cráneos. Encontró que muchas de las especies habían sido basadas en los restos que eran mejor interpretados como jóvenes o de distintos sexos. Para Lambeosaurus, encontró que L. clavinitialis era probablente un individuo femenino de L. lambei y Corythosaurus frontalis y Procheneosaurus praeceps probablemente fueron juveniles de este. L. magnicristatus era lo bastante diferente como para autorizar su propia especie. Interpretó a Procheneosaurus cranibrevis y P. erectofrons como Corythosaurus juveniles. Sin embargo, un reestudio de los restos de Procheneosaurus/Tetragonosaurus indican que dentro de la especie, las asignaciones habían llegado a ser confusas, y el tipo espécimen de P. cranibrevis era un Lambeosaurus juvenil, y otros de Corythosaurus, basados en los distintos contactos entre los huesos nasales con el premaxilar.

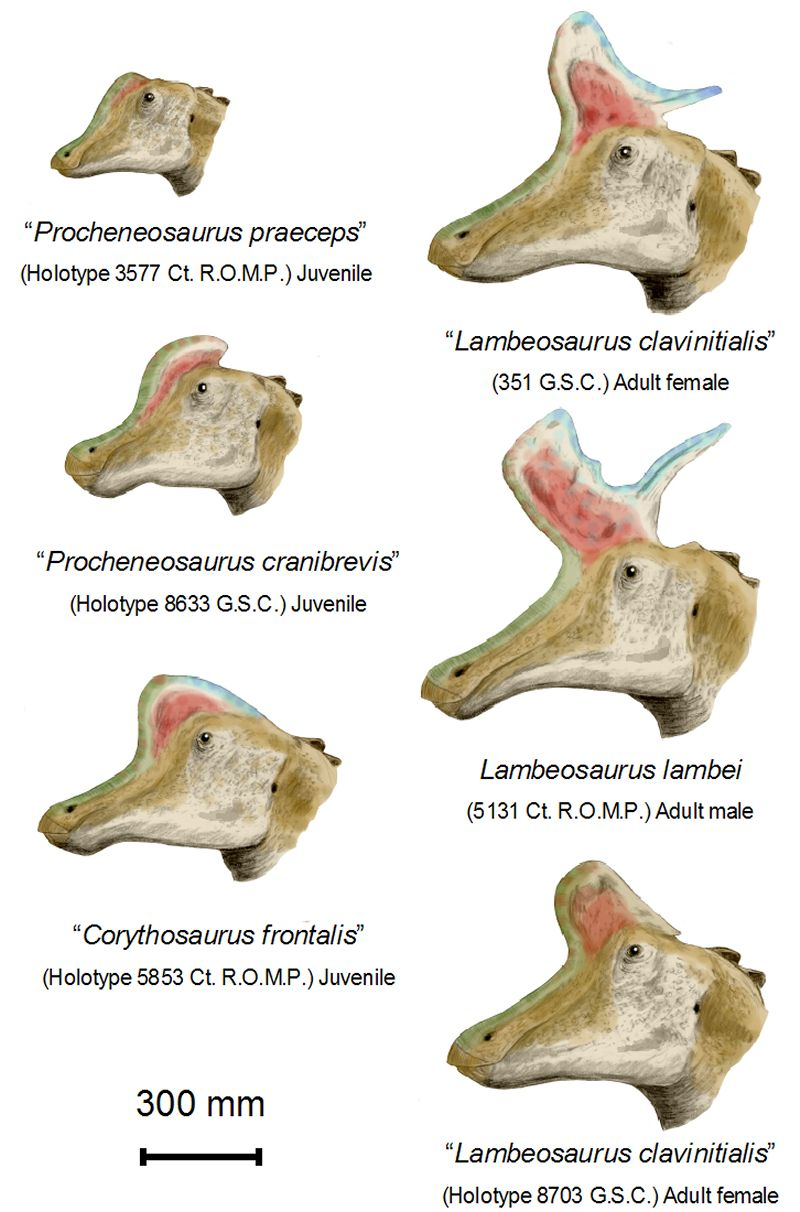
Los perfiles de varios especímenes, una vez asignados a sus propias especies, ahora se interpretan como diferentes etapas de crecimiento y sexos de L. lambei.

El modelo de Dodson sería ampliamente aceptado, y dos especies de Lambeosaurus son reconocidas regularmente hoy en día, con una tercera a veces aceptada. L. lambei de Parks, 1923, es conocido por al menos 17 individuos, con siete cráneos y esqueletos parciales y alrededor de diez cráneos aislados. L. clavinitialis de, C. M. Sternberg 1935, Corythosaurus frontalis, Parks 1935 y Procheneosaurus praeceps de, Parks 1931, todavía se consideran sinónimos de L. lambei en revisiones recientes. Algunos paleontólogos sugieren que los cráneos de L. clavinitialis sin las vértebras de la espalda pueden representar individuos de L. magnicristatus, esto fue rechazado en la redescripción de 2007 de L. magnicristatus.
La segunda especie, L. magnicristatus, C. M. Sternberg 1935, solo se conoce definitivamente a partir de dos especímenes, ambos con cráneos. Desafortunadamente, la mayoría del esqueleto articulado del espécimen tipo se ha perdido. Muchos de los huesos sufrieron grandes daños por el agua durante el almacenamiento y se desecharon antes de la descripción. Otras partes de este esqueleto también se han perdido. Sus restos provienen de rocas ligeramente más jóvenes que L. lambei. El nombre específico se deriva del latín magnus "grande" y cristatus "crestado", en referencia a su cresta ósea. Además, Jack Horner ha identificado mandíbulas fragmentarias de lambeosaurinos a partir de la Formación Bearpaw de Montana como posiblemente perteneciente a L. magnicristatus. Estos representan los primeros restos de lambeosaurinos de rocas marinas.
Otras especies menos aceptadas se han discutido en el siglo XXI. L. paucidens, nombrado por Marsh 1889 como Hadrosaurus paucidens y referida a Lambeosaurus en 1964 es generalmente considerado como un nombre dudoso y fue incluida como H. paucidens en una revisión de 2004, aunque al menos un autor, Donald F. Glut , lo ha aceptado como Una especie de Lambeosaurus. En este caso, el epíteto específico se deriva del latín pauci- "pocos" y dens "diente". Las irregularidades de Procheneosaurus cranibrevis y la identidad del tipo como un lambeosaurino juvenil, fueron reconocidos en 2005. Finalmente, "Didanodon altidens " ha sido asignado sin comentarios a Lambeosaurus en dos revisiones del siglo XXI. La especie Trachodon altidens fue enumerado por separado en una tabla de nombres dudosos.
Durante la década de 1970, Bill Morris estudió los restos del gigante lambeosaurino de Baja California. Lo llamó L. laticaudus? en 1981, el espécimen tipo LACM 17715. Morris utilizó un signo de interrogación en su trabajo porque no se había encontrado ninguna cresta completa para su especie, y sin ella una asignación definitiva no podría ser hecha. Aunque no se conociera un cráneo, lo consideraba como Lambeosaurus. Interpretó esta especie como unida al agua, debido a características como su tamaño, su cola alta y estrecha (interpretada como una adaptación para nadar ) y articulaciones débiles de la cadera , así como un hueso del muslo roto curadoque pensó que habría sido una gran desventaja para que un animal terrestre haya sobrevivido lo suficiente como para sanar. Esta especie fue reasignada en 2012 por Prieto-Márquez y colegas en su propio género, Magnapaulia, y se considera más cercanamente relacionada con Velafrons.

## Clasificación
Lambeosaurus es el espécimen tipo de Lambeosaurinae, una subfamilia de hadrosáuridos que poseían cresta hueca. Como otros lambeosaurinos, está relacionado cercanamente con Corythosaurus e Hypacrosaurus, diferenciándose por la forma de la cresta. Las relaciones entre estos géneros de dinosaurios son difíciles de realizar. Por otro lado, el clado equivalente Corythosaurini ha sido adoptado en publicaciones, incluyéndolo en la última filogenia, presentada por David Evans y Robert en su redescripción de L. magnicristatus. Esta revisión encuentra a Lambeosaurus como un taxón hermano a un clado compuesto de Corythosaurus, Hypacrosaurus, y el género ruso Olorotitan. Estos lambeosaurinos, junto con Nipponosaurus, componen a Corythosaurini. Sin embargo, los investigadores posteriores señalaron que debido a las reglas de prioridad establecidas por la ICZN, cualquier tribu que contenga Lambeosaurus se llama correctamente Lambeosaurini y que por lo tanto el nombre "Corythosaurini" es un sinónimo más moderno.

### Filogenia
El siguiente cladograma ilustra las relaciones de Lambeosaurus y sus parientes cercanos fue recuperado en un análisis filogenético de 2012 por Albert Prieto-Márquez, Luis M. Chiappe y Shantanu H. Joshi.

|  | Magnapaulia |
|  |             |
|  | Velafrons   |
|  |             |

|  | Lambeosaurus lambei         |
|  |                             |
|  | Lambeosaurus magnicristatus |
|  |                             |

|  | Corythosaurus casuarius   |
|  |                           |
|  | Corythosaurus intermedius |
|  |                           |

|  | "Hypacrosaurus" stebingeri                                   |
|  |                                                              |
|  | \| \| Hypacrosaurus \| \| \| \| \| \| Olorotitan \| \| \| \| |
|  |                                                              |
|  | Hypacrosaurus                                                |
|  |                                                              |
|  | Olorotitan                                                   |
|  |                                                              |

|  | Hypacrosaurus |
|  |               |
|  | Olorotitan    |
|  |               |

|  | Corythosaurus casuarius   |
|  |                           |
|  | Corythosaurus intermedius |
|  |                           |

|  | "Hypacrosaurus" stebingeri                                   |
|  |                                                              |
|  | \| \| Hypacrosaurus \| \| \| \| \| \| Olorotitan \| \| \| \| |
|  |                                                              |
|  | Hypacrosaurus                                                |
|  |                                                              |
|  | Olorotitan                                                   |
|  |                                                              |

|  | Hypacrosaurus |
|  |               |
|  | Olorotitan    |
|  |               |

|  | Lambeosaurus lambei         |
|  |                             |
|  | Lambeosaurus magnicristatus |
|  |                             |

|  | Corythosaurus casuarius   |
|  |                           |
|  | Corythosaurus intermedius |
|  |                           |

|  | "Hypacrosaurus" stebingeri                                   |
|  |                                                              |
|  | \| \| Hypacrosaurus \| \| \| \| \| \| Olorotitan \| \| \| \| |
|  |                                                              |
|  | Hypacrosaurus                                                |
|  |                                                              |
|  | Olorotitan                                                   |
|  |                                                              |

|  | Hypacrosaurus |
|  |               |
|  | Olorotitan    |
|  |               |

|  | Corythosaurus casuarius   |
|  |                           |
|  | Corythosaurus intermedius |
|  |                           |

|  | "Hypacrosaurus" stebingeri                                   |
|  |                                                              |
|  | \| \| Hypacrosaurus \| \| \| \| \| \| Olorotitan \| \| \| \| |
|  |                                                              |
|  | Hypacrosaurus                                                |
|  |                                                              |
|  | Olorotitan                                                   |
|  |                                                              |

|  | Hypacrosaurus |
|  |               |
|  | Olorotitan    |
|  |               |

|  | Magnapaulia |
|  |             |
|  | Velafrons   |
|  |             |

|  | Lambeosaurus lambei         |
|  |                             |
|  | Lambeosaurus magnicristatus |
|  |                             |

|  | Corythosaurus casuarius   |
|  |                           |
|  | Corythosaurus intermedius |
|  |                           |

|  | "Hypacrosaurus" stebingeri                                   |
|  |                                                              |
|  | \| \| Hypacrosaurus \| \| \| \| \| \| Olorotitan \| \| \| \| |
|  |                                                              |
|  | Hypacrosaurus                                                |
|  |                                                              |
|  | Olorotitan                                                   |
|  |                                                              |

|  | Hypacrosaurus |
|  |               |
|  | Olorotitan    |
|  |               |

|  | Corythosaurus casuarius   |
|  |                           |
|  | Corythosaurus intermedius |
|  |                           |

|  | "Hypacrosaurus" stebingeri                                   |
|  |                                                              |
|  | \| \| Hypacrosaurus \| \| \| \| \| \| Olorotitan \| \| \| \| |
|  |                                                              |
|  | Hypacrosaurus                                                |
|  |                                                              |
|  | Olorotitan                                                   |
|  |                                                              |

|  | Hypacrosaurus |
|  |               |
|  | Olorotitan    |
|  |               |

|  | Lambeosaurus lambei         |
|  |                             |
|  | Lambeosaurus magnicristatus |
|  |                             |

|  | Corythosaurus casuarius   |
|  |                           |
|  | Corythosaurus intermedius |
|  |                           |

|  | "Hypacrosaurus" stebingeri                                   |
|  |                                                              |
|  | \| \| Hypacrosaurus \| \| \| \| \| \| Olorotitan \| \| \| \| |
|  |                                                              |
|  | Hypacrosaurus                                                |
|  |                                                              |
|  | Olorotitan                                                   |
|  |                                                              |

|  | Hypacrosaurus |
|  |               |
|  | Olorotitan    |
|  |               |

|  | Corythosaurus casuarius   |
|  |                           |
|  | Corythosaurus intermedius |
|  |                           |

|  | "Hypacrosaurus" stebingeri                                   |
|  |                                                              |
|  | \| \| Hypacrosaurus \| \| \| \| \| \| Olorotitan \| \| \| \| |
|  |                                                              |
|  | Hypacrosaurus                                                |
|  |                                                              |
|  | Olorotitan                                                   |
|  |                                                              |

|  | Hypacrosaurus |
|  |               |
|  | Olorotitan    |
|  |               |

## Paleobiología

### Alimentación
Como todo hadrosáurido, los lambeosaurios fueron herbívoros que alternaban entre un andar cuadrúpedo y bípedo, comiendo plantas con una sofisticado cráneo que le permitía un movimiento análogo a la masticación de los mamíferos. Sus dientes, que se reemplazaban continuamente, estaban empaquetados en baterías dentales, que llegaban a contener más de cien dientes, aunque solo un puñado de estos era funcional al mismo tiempo. Usaba un pico para recoger el material vegetal, que era mantenido en la boca por un órgano similar a las mejillas. Se alimentaba de plantas de hasta 4 metros de altura. Como notó Robert Bakker, los lambeosaurinos poseían picos más estrechos que los saurolofinos, lo que lleva a pensar que Lambeosaurus y sus parientes pudieron ser más selectivos a la hora de comer que estos con sus picos anchos.

### Cresta

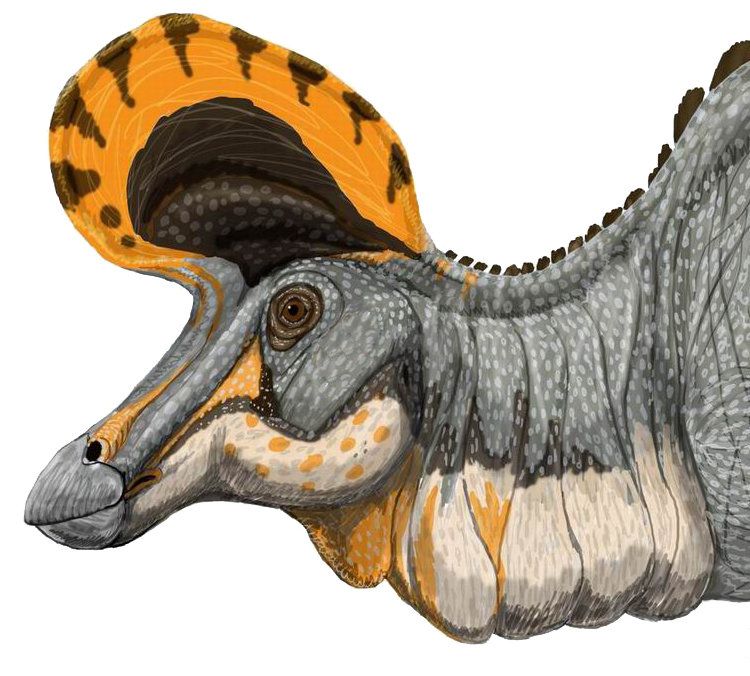
Reconstrucción de la alta cresta de L. magnicristatus.

Como otros lambeosaurinos como Parasaurolophus y Corythosaurus, Lambeosaurus poseía una distintiva cresta en el techo de la cabeza. La cavidad nasal se continuaba por dentro de la cresta lo que la hacía casi completamente hueca. Se han hecho muchas sugerencias sobre la función o las funciones de la cresta, incluyendo la cubierta de una glándula de sal, una mejora del sentido del olfato, utilizarlo como tubo respirador o de aire, actuando como compartimiento de resonancia para hacer sonidos, o como un método para las diversa especies o diversos sexos de la misma especie para reconocerse. Las funciones sociales tales como la vocalización y reconocimiento se han convertido en las más extensamente aceptadas de las varias hipótesis.
El gran tamaño en los hadrosáuridos de la órbita ocular y la presencia de un anillo esclerótico en los ojos implican una visión aguda y de hábitos diurnos, evidencia que la vista era importante para estos animales. El sentido del oído de los hadrosáuridos también parece ser fuerte. Hay por lo menos un ejemplo, en el relacionado Corythosaurus, de un delgado estribo en el lugar, que combinado con un espacio grande para el tímpano implica un sensible oído medio, y en los hadrosáuridos la lagena es alargada como un cocodriliano. Esto indica que la porción auditiva del oído interno estaba bien desarrollada.
 Si era utilizada como amplificador de voz, la cresta habría podido también proporcionar las diferencias reconocibles para las diversos especies o sexos, porque las disposiciones de diferenciación de los pasos nasales que corresponden a las diversas formas de la cresta habrían producido sonidos intrínsecamente diversos.

## Paleoecología

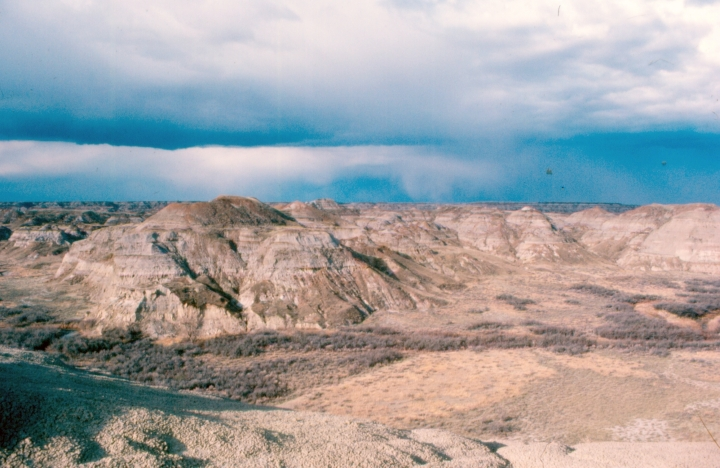
Rocas de la Formación Dinosaur Park expuestas a lo largo del río Red Deer, del Parque Provincial del Dinosaurio, en el sur de Alberta.

Lambeosaurus lambei y L. magnicristatus, de la Formación Dinosaur Park, fueron miembros de la diversa y bien documentada fauna de animales prehistóricos que incluyen a los ceratopsianos Centrosaurus, Styracosaurus y Chasmosaurus, algunos pico de pato Prosaurolophus, Gryposaurus, Corythosaurus y Parasaurolophus, el tiranosáurido Gorgosaurus, y los anquilosaurianos Edmontonia y Euoplocephalus. La Formación Dinosaur Park se interpreta como una llanura con ríos y terreno aluvional que se convertía en un pantano y recibía la influencia del cercano Mar de Niobrara que trasgredía la porción occidental. El clima era más cálido que el actual de Alberta, sin heladas, pero con temporadas secas y húmedas. Las coníferas formaban parte de la cubierta vegetal dominante, con un sotobosque de helechos, cycas y angiospermas. La similitudes anatómicas de L. lambei, L. magnicristatus y Corythosaurus estaban separados por el tiempo en la misma formación, basado en la estratigrafía. Los fósiles deCorythosaurus en los dos tercios más bajos de la formación, L. lambei están presentes en el tercio superior, y L. magnicristatus solo en la parte más alta, donde la influencia marina era mayor.